# Lucas Tamareo
Lucas Tamareo, vollständiger Name Álvaro Lucas Tamareo Sosa, (* 22. März 1991 in Buenos Aires, Argentinien) ist ein uruguayischer Fußballspieler.

## Karriere
Der 1,73 Meter große Mittelfeldakteur Tamareo stand mindestens seit der Saison 2011/12 im Kader der Profimannschaft von Liverpool Montevideo. In dieser und den beiden folgenden Erstligaspielzeiten bestritt er insgesamt 68 Spiele in der Primera División und erzielte dabei zwei Treffer. Zudem lief er in sechs Begegnungen (kein Tor) der Copa Sudamericana 2012 auf. Am Ende der Saison 2013/14 stieg er mit dem Klub in die Segunda División ab. In der folgenden Zweitligaspielzeit trug er dann mit 24 Saisoneinsätzen und einem Treffer zum direkten Wiederaufstieg bei. In der Apertura 2015 wurde er fünfmal (kein Tor) in der höchsten uruguayischen Spielklasse eingesetzt. Anfang März 2016 wechselte er dann innerhalb der Liga zu Defensor Sporting. In der Clausura 2016 absolvierte er dort drei Erstligaspiele (kein Tor). Anfang August 2016 schloss er sich Deportivo Maldonado an und bestritt für die Südosturuguayer zwölf Zweitligaspiele (kein Tor) in der Saison 2016. Mitte Januar 2017 verpflichtete ihn der Erstligaaufsteiger El Tanque Sisley, für den er bislang (Stand: 24. Juli 2017) in 20 Erstligapartien (kein Tor) zum Einsatz kam.